# ハインリヒ・ボイエ
ハインリヒ・ボイエ（Heinrich Boie、1794年5月4日 - 1827年9月4日）は、ドイツ人動物学者（鳥類学者、爬虫類学者）。
作家ハインリヒ・クリスティアン・ボイエの子。昆虫学者・爬虫類学者・鳥類学者で、弁護士でもあるフリードリヒ・ボイエの弟。
爬虫類学の分野では、ボイエ兄弟は爬虫類の新種 49と両生類のいくつかの新種を記載している。ハインリヒは、アオダイショウ、シマヘビ、ヤマカガシ、ニホンマムシなど日本人に馴染み深い日本在来のヘビを1826年（文政9年）にいくつも記載しており、その点では日本とゆかりがある。ハインリヒはゲッティンゲン大学（ゲオルク・アウグスト大学ゲッティンゲン）とキール大学（クリスティアン・アルブレヒト大学キール）で法律を学んでもいる。

## 略歴
ホルシュタイン公国時代のドイツはホルシュタイン地方西部にある町メルドルフで、ハインリヒは生まれた。ホルシュタイン公国はウィーン会議に基づいてドイツ連邦に参入するなど激動の歴史を辿るが、彼の短い生涯のうちは存続している。
大学へは法律を学ぶために通い始めたハインリヒであったが、ゲッティンゲンではヨハン・フリードリヒ・ブルーメンバッハ、キールではフリードリヒ・ティーデマンの講義を受けて博物学に興味を持つようになり、人生の進路を切り替えた。
1821年には、ネーデルラント連合王国（オランダ）のライデンに開設された王立自然史博物館（現在のナチュラリス生物多様性センターの前身の一つ）の取締役の一人（のちの第2代館長）であったコンラート・ヤコブ・テミンクから、同館のキュレーターに任命された。就任後まもなく、ハインリヒはオランダ領東インド自然史委員会（英：The Natural Sciences Commission for the Dutch East Indies）のメンバーである、カスパー・カール・ゲオルク・ラインヴァルト（1773年 - 1854年）、ハインリヒ・クール、ヨハン・コンラート・ファン・ハッセルト（1797年 – 1823年）のコレクションを参考にしながらジャワの爬虫類学を研究し始める。
クールが亡くなった後、オランダ領東インド（ほぼ現在のインドネシア）のジャワ島でのクールの後任に選ばれたハインリヒは、1825年、同じドイツ人の博物学者サロモン・ミュラーとともにジャワへ渡り、博物館のための標本を数多く収集するなどした。出立当時30～31歳。しかし、わずか2年ばかり後の1827年、ハインリヒは当地でマラリアに罹り、ジャワ島西部のボゴールにて33歳の若さで客死した。
ハインイヒはジャワへ出立する前に自著『爬虫類学』を完成させていたが、まだ出版していなかった。同書は1826年に彼の後継者である鳥類学者ヘルマン・シュレーゲルによって抜粋という形で出版された。シュレーゲルはまた、新種について記述したハインリヒからの手紙も出版した。ハインリヒの兄フリードリヒも、亡き弟の業績がいくつかの記事として世に遺るよう尽力した。

## 献名
インドヤモリの1種である Cnemaspis boiei (Gray, 1842)（英名：Boie's day gecko）の種小名 "boiei（ラテン語音写：ボイエイー、慣習読み：ボイエイ）" は、ボイエ兄弟2名のいずれかへの献名である。